# 베틀란다시

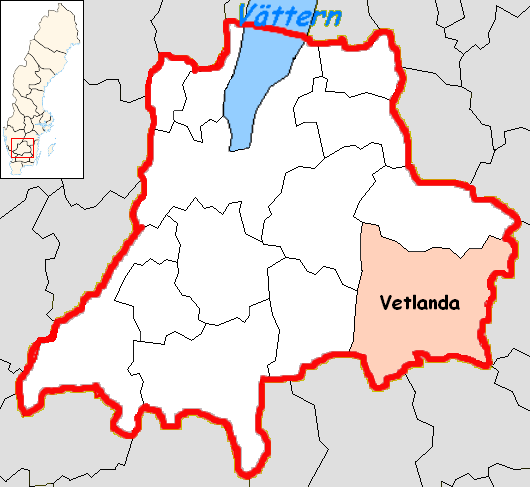
베틀란다 시의 위치

베틀란다시(스웨덴어: Vetlanda kommun)는 스웨덴 옌셰핑주에 위치한 지방 자치체로 행정 중심지는 베틀란다이며 면적은 1,600.43km2, 인구는 27,241명(2016년 12월 31일 기준), 인구 밀도는 17명/km2이다.

시 문장